# Palmiste poison
Hyophorbe indica · Palmier bâtard, Palmier cochon
Espèce
Statut de conservation UICN

 EN D : En danger
Le Palmiste poison, Palmier cochon ou Palmier bâtard (Hyophorbe indica) est une espèce de plantes à fleurs de la famille des Arecaceae (les palmiers) endémique de La Réunion, où elle est menacée par la destruction de son habitat.

## Caractéristiques
C'est un palmier atteignant une dizaine de mètres de hauteur. Ses feuilles fortement arquées sont peu nombreuses.
Il ne doit pas être confondu avec le palmier Paul et Virginie dont les fruits sont rouges lisses. Les fleurs mâles et femelles sont d'un blanc rose et  très parfumées. Les fruits sont de 2 à 3 cm de diamètre, d'abord de couleur verte puis orange ou rouge selon la maturité, avec un noyau à l'intérieur ; ils tiennent longtemps sur pied.

## Localisation
Le palmiste cochon peut se trouver dans les forêts humide de basse altitude (environ 700 m), dans les forêts de Basse-Vallée, Mare-Longue à Saint-Philippe. Néanmoins il se fait de plus en plus rare. Il est peu présent dans les espaces publics et privés, alors que les palmistes bouteilles et bonbonnes des îles voisines sont plantés par centaines.

## Utilisation
On l'appelle palmiste cochon parce que la plante était donnée comme pâture aux cochons. Son cœur n'est pas comestible.

## Source
- (en) UICN : espèce Hyophorbe indica Gaertner (consulté le 28 mai 2015)
- (en) Johnson, D. 1998. Hyophorbe indica.